# Цакарина-Сант'Антонио (Павија)
Цакарина-Сант'Антонио је насеље у Италији у округу Павија, региону Ломбардија.
Према процени из 2011. у насељу је живело 16 становника. Насеље се налази на надморској висини од 64 м.